# Doctor Bedlam
El Doctor Bedlam, a veces identificado erróneamente como el Barón Bedlam, es uno de los supevillanos malvados de la raza extraterrestre de los Nuevos Dioses de Apokolips, y un fiel servidor de Darkseid. És un científico que se ha dedicado a crear muchas armas de terror, ejemplo de ello es la famosa píldora paranoica. Creado para la editorial DC Comics, fue creado por Jack Kirby como parte de su saga del Cuarto Mundo, apareciendo por primera vez en las páginas de Mister Miracle Vol. 1 #2 (mayo-junio de 1971). Su habilidad especial le permite poseer cuerpos robóticos "animados", ya tiene la facultar se convertirse en una criatura de energía pura, lo que lo hacía muy difícil que fuese asesinado.

## Biografía del personaje ficticio
Los primeros años de la vida del doctor Bedlam son desconocidos, salvo que alguna vez poseyó un cuerpo físico que de alguna manera terminó por convertirse en un ser de energía psiónica pura. Su principal enemigo es Mister Miracle, el cual nunca pudo derrotarle. Su nombre proviene del asilo de locos del Hospital Real de Bethlem, y es una referencia a su "píldora paranoica" que induce a la locura.
Tras la destrucción de Apokolips y Nuevo Génesis, el Doctor Bedlam se traslada a la Tierra donde atrae la atención del nuevo Mister Miracle (Shilo Norman) al convertirse en un artista del escape bajo el nombre del Barón Bedlam (Ojo, no confundir al otro Barón Bedlam, el enemigo de los Outsiders y del príncipe Brion (conocido como Geo-Force). Con la identidad del Barón Bedlam, viste un traje similar al de Mister Miracle, solo que con los colores invertidos y negativos. Él no es, de hecho, un buen artista del escapismo, pero no requiere serlo, ya que al ser capaz de poseer otros cuerpos en su estado energético, en la realización de su acto utilizó a uno de sus sirvientes androides, que terminan siendo destruidos por las tramas, y él traslada su ser corpóreo a otra copia mecánica, dándole la posibilidad de salir detrás del escenario.
Bedlam es un personaje destacable en el cómic Unleashed: Apokolips - Dark Uprising #1 (1995) Darkseid, estando perdido, las diversas facciones de Apokolips forman sus propios planes para tomar el poder; Abuela Bondad envía a varios de sus alumnas y alumnos para matar a Bedlam. Aparentemente tienen éxito, pero una vez más, él transfirió su mente a otro cuerpo justo a tiempo.

### Siete Soldados
Con la serie Siete Soldados de Grant Morrison, presentó a un nuevo Barón Bedlam, cuando lo puso entre los personajes menores de Seven Soldiers: Mister Miracle, en el que se le describe como un artista de escape rival, que trataba de robarle la fama de Shilo. En esta encarnación, los cuerpos del barón son varones caucásicos rubios cuyo traje es una inversión de colores y diseño al de Shilo. El Barón realizaría ineludibles trampas mortales, destruyendo el cuerpo que estaba usando actualmente y habitando uno de reemplazo, a través de un golpe de cama, que se encontraba escondido para que pareciera que escapó ileso. Su popularidad creció hasta tal punto que tuvo su propio culto, conocidos como los Plastic People, fanáticos cuyos cuerpos se transformaron en un proceso quirúrgico que involucraba el esmalte. Sin embargo, la mayoría de los eventos en esta historia se revelaron para tener lugar en una línea de tiempo alternativa, por lo que quedó pendiente de que si existe una posibilidad que nunca haya sucedido.

### La muerte de los Nuevos Dioses
El verdadero Doctor Bedlam reaparecería desde el primer número de la serie limitada La muerte de los Nuevos Dioses. Cuando los Nuevos Dioses son perseguidos y asesinados a través de la galaxia por parte del Infinity-Man, una de las formas androides de Bedlam se encontraba dañada. La conciencia de Bedlam no podía ser localizada, por lo tanto, se suponía que Bedlam se había convertido en víctima del Infinity-Man que había sido responsable de las mencionadas muertes.

### Los Nuevos 52(Tierra-2)/DC: Renacimiento
La línea de cómics Tierra-2 del reboot de la continuidad del Multiverso DC presentó a una versión denominada Bedlam, que apareció en la tierra vecina del Universo DC como miembros de los perros hambrientos de Steppenwolf. Reaparecería en el segundo número de la maxiserie Tierra-2: World's End #2 (diciembre de 2014) donde sería asesinado aparentemente.

## Poderes y habilidades
El Doctor Bedlam existe como un ser de energía psiónica pura, y es típicamente un ser intangible e invisible, pero puede hacerse aparecer tomando el rostro que alguna vez tuvo. El doctor Bedlam, psiónicamente, comanda unos poderosos androides, conocidos como "animates". Los androides poseen una fuerza robótica capaz de romper el acero con facilidad y además una increíble resistencia a los ataques físicos, ya que no sienten ningún tipo de dolor o fatiga. Bedlam puede controlar mentalmente varios "animates" a la vez, incluso formar un ejército de androides. Él puede proyectarse a través de uno de sus animates para adquirir una forma física temporal.
Es difícil ver cómo el doctor Bedlam podría ser destruido, ya que su fuerza de vida puede salir con seguridad de cualquiera de sus cuerpos androides que se dañen o se destruyan. Además, el Doctor Bedlam es un científico experto, que se especializa en crear medios para inducir el terror en las mentes de sus víctimas, por medio de sus poderes de manipulación y paranoia. Uno de sus métodos más infames en el uso es una "píldora paranoica" que libera un gas que puede volver loco a todos temporalmente con miedo y odio.